# Stag Company
Die Stag Company war ein britischer Hersteller von Automobilen, Motorrädern und Motoren.

## Unternehmensgeschichte
Das Unternehmen aus Sherwood bzw. Sherwood Forest bei Nottingham begann 1913 mit der Produktion von Automobilen, Motorrädern und Motoren. Der Markenname lautete Stag. 1914 endete die Produktion.

## Fahrzeuge
Das einzige Modell war ein Cyclecar. Ein selbst hergestellter Einzylindermotor mit 763 cm³ Hubraum und 5–6 PS bzw. 5,5 PS trieb über einen Riemen die Antriebsachse an. Das Dreiganggetriebe kam von Jardine. Der Neupreis betrug 89,25 Pfund.

## Motorenabnehmer
Die A. W. Heybourn & Company sowie die Oakleigh Motor Company verwendeten Einbaumotoren der Stag Company in ihren Fahrzeugen.